# Lectisterne

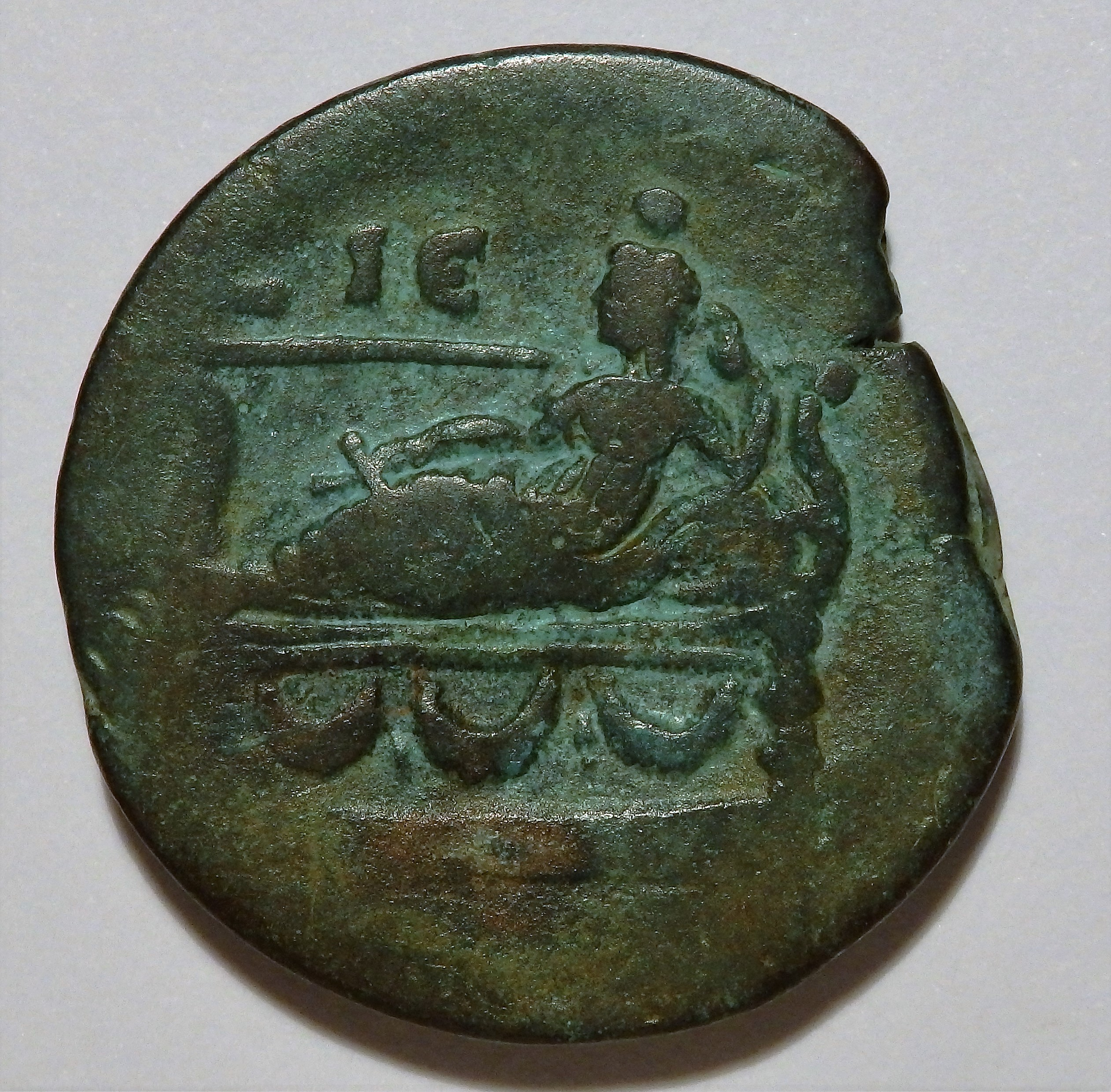
Moneda de bronze que representa un lectisterne ofert a la deessa Tique, de la mitologia grega.

El lectisterne (del llatí lectisternium, lectum sternere que es pot traduir com "fer el llit", pel fet que els grecs dinaven estirats en llits) i el sellisterne són rituals propis de la religió romana consistents a oferir, de manera més o menys simbòlica, un banquet als déus per apaivagar la seva ira i restablir la pax deorum.
Aquests rituals presenten moltes similituds amb les processons, durant les quals les efígies sagrades són transportades. Tanmateix, en aquest cas, les efígies eren instal·lades als seients o llits del banquet per afavorir que veiessin els espectacles, talment com ho faria un ésser humà viu.

## Les fonts
El ritual s'esmenta una mica més de vint-i-cinc vegades als textos llatins antics. Aquest és un nombre relativament baix de testimonis, fet que sembla suggerir que potser es tractava d'un ritual poc freqüent.
Les mencions al ritual del lectisterne es divideixen en dues categories. La primera reuneix les deu mencions aportades principalment per Tit Livi, que ens mostra el ritual com una cerimònia extraordinària i espectacular, celebrada sempre en un context de greu crisi, per tal d'apaivagar la ira dels déus. Aquestes cerimònies són totes datables d'entre l'any 399 aC i finals del segle II aC.
La segona categoria es basa en referències posteriors, més evasives, que qualifiquen de banal i regular al ritual i el vinculen a la pulvinària dels temples. Aquesta diferència de tractament entre les primeres referències i les posteriors sembla indicar que el ritual devia anar caient lentament en desús.

## Orígens
Les lecisternies són probablement d'origen grec. La teoxènia grega (Θεοξένια ) és semblant, excepte que els déus feien el paper d'amfitrió. Aquest concepte de ritual, que imagina als déus baixant del cel per participar de l'ofrena que se'ls fa en sacrifici, està molt menys representat al món indoeuropeu que no pas el concepte corrent de sacrifici, en el qual l'ofrena ascendeix cap als déus en forma de fum, quan és rostida .
Els déus associats amb el lectisterne eren desconeguts inicialment per la religió romana, tot i que sovint acabaran equiparats a divinitats romanes, en comptes de dotar-los d'un nou culte. Els llibres sibil·lins, que decidien si un lectisterne havia de tenir lloc o no, eren d'origen grec. També el costum de fer els àpats estirat era grec. Segurament, que quan els lectisterne van esdevenir un fet corrent a Roma, els romans van anar oblidant el seu origen estranger i les circumstàncies què els van originar.
Per a Georges Dumézil, els lectisternes són, sens dubte, un préstec dels etruscs de la zona de Caeré. Però el model grec que adopten és un graecus ritus, tal com figura als llibres. Dumézil raona que si bé alimentar un déu a l'altar és l'objectiu de tot sacrifici, servir-li un àpat a la seva efígie és una altra cosa ben diferent. Als rituals clàssics no es feia cap representació del déu menjant, la seva presència invisible era suficient. Al contrari, serà la seva presència sensible allò que caracteritzi als lectisternes.

## Procés
Els primers lectisternes es van organitzar seguint tots el mateix procés: els prodigis s'interpretaven com un signe de la ira dels déus i es portaven al Senat a intervenir i ordenar la consulta dels llibres sibil·lins. Aleshores, els sacerdots romans establien els termes i detalls de la cerimònia que haurien de presidir (durada, nombre de divinitats implicades i llocs). Només a l'any 217 aC aquest procediment es va alterar, quan foren els senadors i no pas els sacerdots els que van instal·lar els llits de la desfilada. Però Tit Livi ja adverteix que es va tractar d'un cas excepcional.
El ritual expiatori, sovint associat a les supplicatio i als jocs romans, segueix el curs dels banquets grecs. Els déus són convidats a participar en aquests banquets al costat dels homes mitjançant les seves efígies, fet que diferencia el lectisterne del sacrifici, on es respecta el lloc i la naturalesa superior de la divinitat, o de l'Epulum Jovis, on els senadors comparteixen un banquet dins del temple de Júpiter Capitoli.
Durant el lectisterne, encara que es respecti la naturalesa superior dels déus, les estàtues dels déus són més accessibles, col·locades en llits cerimonials plens de coixins sumptuosament decorats anomenats pulvinaris (lecti pulvinaria ). Les deesses poden compartir els llits durant la desfilada dels déus o situar-se als seients (sellisternes), com correspon a una persona femenina que participi en un banquet. Durant les cerimònies més importants, s'insta a participar en tota la població de Roma, independentment de l'estatus polític o social de l'individu, a diferència de la cerimònia del Jovis Epulum, que només concerneix als senadors, és a dir, a l'ordre aristocràtic. Segons Tit Livi, els esclaus i els presoners van ser alliberats durant el Lecisterne del 399 aC. i, segons Macrobi, els lliberts van participar en la del 217 aC.
Aquest ritual forma part de l'antiga noció de convivència on la invitació a compartir menjar crea una obligació pel convidat o permet que l'amfitrió compleixi una obligació prèvia envers el seu hoste. Així convidats, els romans esperen que els déus, a canvi, els siguin favorables. Aquest ritual expiatori pretén restablir l'harmonia entre els homes i els déus (pax deorum).
Els lecisterns es servien primer fora dels temples: els homes podien així veure aquests protectors normalment tancats en una cel·la. Una altra característica dels lectisterns, que sovint caracteritzen els “ritus grecs", és la participació de la multitud dels romans, com a individus i com a massa. A partir del 399 aC, foren convidats a generalitzar entre ells la intenció hospitalària dels rituals. Així, amb totes les portes obertes, convidaven a transeünts, coneguts i desconeguts, i es reconciliaven amb els enemics, alliberaven esclaus... Aquests detalls mostren, segons Dumézil, un esperit dels lectisternes molt diferent de l'ambient dels antics ritus nacionals.

## Història

### Els lectisternes republicans

#### Segle IV aC.
El primer lectisterne es va celebrar a Roma l'any 399 aC, durant la Tercera Batalla de Véies, quan la ciutat etrusca ja havia resistit el setge romà durant diversos anys. Segons Tit Livi, el ritual no va directament lligat a la guerra contra els Etruscs, sinó a l'aparició d'epidèmies que cap remei semblava curar. A continuació, un senatus-consultum recomanava consultar els Llibres Sibil·lins. Seguint la prescripció d'aquest últim, el duumviri sacris faciundis va organitzar el primer lectisterne de Roma, una cerimònia de vuit dies dedicada a les divinitats Apol·lo, Latona, Diana, Hèrcules, Mercuri i Neptú.
| «                                         | Els particulars també celebraven aquesta festa solemne: per tota la ciutat. Es deixaven les portes obertes i es posava a l'abast de tothom l'ús comú de totes les coses. Tots els estrangers, coneguts o desconeguts, eren convidats amb hospitalitat, fins i tot, els enemics. Només hi havia paraules de gentilesa i clemència. Es renunciava a disputes i judicis. Durant aquests dies, també es llevaven les cadenes als presoners i, des d'aleshores, van ser escrupolosos a l'hora de tornar a posar les cadenes a aquells que els déus havien deslliurat per aquesta via. | » |
| — Tite-Live, Histoire romaine, V, 13, 7-8 | |   |

 L'any 364 aC. es va celebrar el tercer lectisterne de Roma per implorar la clemència dels déus davant els estralls d'una epidèmia.

#### Secle III aC.
La lectisterne romana més famosa va tenir lloc l'any 217 aC, poc després de la derrota romana a la Batalla del llac Trasimè contra els cartaginesos d'Aníbal Barca. La derrota s'atribueix, en part, al comportament del cònsol Gai Flamini, que va dirigir les seves tropes a la batalla sense prendre els auspicis. Llavors, el Senat va ordenar mesures expiatories, incloent-hi la celebració d'un lecisterne de tres dies per apaivagar la ira dels déus. La cerimònia es refereix a les dotze deïtats instal·lades per parelles en sis llits de la desfilada: Júpiter i Juno, Neptú i Minerva, Mart i Venus, Apol·lo i Diana, Vulcà i Vesta i, finalment, Mercuri i Ceres.
Durant la Segona Guerra Púnica, el Lecisterne del 204 aC respon a diverses anomalies celestes que es van produir (com ara llamps, estels de foc i una sobtada resplendor nocturna). Es va celebrar després de l'arribada a Roma de l'estàtua de la Magna Mater i de la reunió per primera vegada a Roma dels Dii Consentes. Aquest podria haver estat el darrer lectisterne oficial. Amb la instal·lació de la pulvinària als temples, el ritual esdevingué una pràctica habitual, un acte ordinari de devoció a l'abast dels particulars, consistent a portar ofrenes per guarnir la taula de la divinitat.

### Els lecisternae sota l'Imperi
Segons les Fasti Praenestini, al començament del segle I dC, se celebrava un lectisterne el 13 de desembre, en honor a Tellus i Ceres. Altres lectisternes es van celebrar durant l'incendi de Roma, l'any 64 dC, o durant set dies en preparació de la guerra contra els marcomans, a iniciativa de Marc Aureli.